# Domingos José da Cunha Júnior
Domingos José da Cunha Júnior (? —?) foi um político brasileiro.
Foi presidente da província do Pará, de 18 de abril a 31 de dezembro de 1873.